# Pantropia
La pantropia è un ipotetico processo di colonizzazione spaziale nel quale, invece di terraformare altri pianeti o costruire habitat spaziali adatti agli uomini, la specie umana viene modificata (per esempio tramite ingegneria genetica) in modo da prosperare nell'ambiente esistente. Il termine è stato coniato dall'autore fantascientifico James Blish, che scrisse una serie di brevi storie basate sull'idea (raccolte nell'antologia The Seedling Stars).

## Opere di fantascienza che raffigurano la pantropia
- 1930—Nel romanzo fantascientifico Last and First Men by Olaf Stapledon, quando l'umanità emigrò dalla Terra su Venere e, in seguito, da Venere su Nettuno, gli esseri umani vennero geneticamente modificati per adattarsi al nuovo ambiente nel quale sarebbero vissuti.
- 1944—Una delle prime storie fantascientifiche riguardanti la pantropia (la parola non era stata ancora coniata) fu il racconto "Desertation", di Clifford D. Simak, che apparse sulla rivista di fantascienza Astounding Science Fiction nel novembre 1944. In questo racconto, le colonie umane che vivono in una città a cupola su Giove, sono state sottoposte ad una conversione biologica che portò il loro corpo a diventare uguale a quello degli indigeni gioviani chiamati "Lopers". Il direttore capo della colonia, Kent Fowler, preoccupato perché nessuna di queste persone modificate tornò indietro, sottopose se stesso e il suo cane al convertitore biologico e trovò che la ragione per la quale gli individui modificati non tornavano indietro era che i Lopers possedevano cervello e sensi talmente avanzati che questi non volevano tornare indietro. Notò, inoltre, che era in grado di comunicare telepaticamente con il suo cane Towser ( la cui intelligenza è anch'essa aumentata). Egli stesso decise di non tornare indietro.[1] Il brano venne incorporato nel romanzo City (1952).
- 1957—"Il seme tra le stelle", di James Blish, è una collezione di racconti fantascientifici riguardanti la pantropia. Il più conosciuto tra questi è "Surface Tension", spesso presentato da solo nella sua versione originale del 1952.
- 1976—Il romanzo di Frederik Pohl "Man Plus" è un racconto sulla trasformazione di una persona in un ibrido/cyborg per permettergli di vivere comodamente su Marte. Nel suo sequel, "Mars Plus", alconi coloni optarono per un'esistenza intermedia e vennero definiti Creoles.
- 1981-1983—La serie di Jack L. Chalker's "Four Lords of the Diamond" descrive i cambiamenti di personalità risultanti da cambiamenti fisici causati da microorganismi simbiotici che permettono agli esseri umani di vivere su ognuno dei 4 differenti pianeti.
- 1989-1997—Dan Simmons' Hyperion Cantos è una serie di 4 libris caratterizzati da una fazione nota come "Ousters", che usano la pantropia come una modo di vivere in armonia con la natura e lo spazio.
- 2000—I romanzi di Stephen Baxter hanno ripetutamente utilizzato la pantropia come un approccio per un lontano futuro della specie umana.
- 2009—Il film di James Cameron, Avatar, rappresenta un altro modo per utilizzare la pantropia.
- 2011—Nel manga Terra Formars, gli esseri umani che vengono inviati su Marte, vennero sottoposti ad una modificazione genetica per acquisire caratteristiche di altri organismi.
- 2014—Nel video game Civilization: Beyond Earth, l'affinità di Harmony rappresenta una pantropia.